# Jeanne Morgenthaler
Jeanne H. Morgenthaler-Mende (Neuchâtel, 1885 - 1972) was een Zwitserse schermster. Zij nam deel aan de Olympische Zomerspelen van 1924 en de Olympische Zomerspelen van 1928.

## Belangrijkste resultaten

### Olympische Zomerspelen
| Jaar | Plaats    | Discipline | Onderdeel  | Resultaat                          |
| ---- | --------- | ---------- | ---------- | ---------------------------------- |
| 1924 | Parijs    | schermen   | floret (v) | zesde (eerste ronde)               |
| 1928 | Amsterdam | schermen   | floret (v) | vierde (tweede reeks halve finale) |